# マンデッロ・デル・ラーリオ
マンデッロ・デル・ラーリオ（伊: Mandello del Lario）は、イタリア共和国ロンバルディア州レッコ県にある、人口約10,000人の基礎自治体（コムーネ）。
オートバイメーカーのモト・グッツィの本拠地。

## 地理

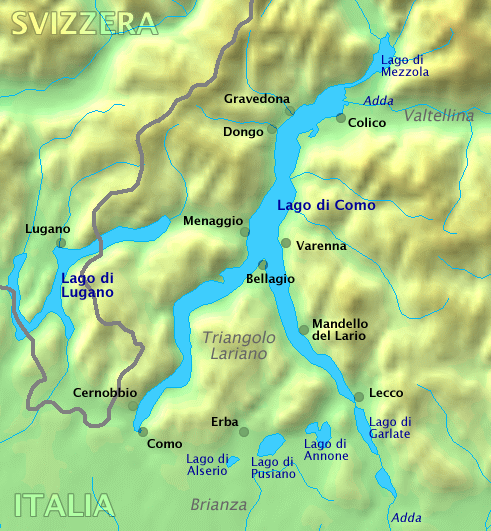
コモ湖周辺の地図

### 位置・広がり
レッコ県中部に位置するコムーネ。マンデッロ・デル・ラーリオの市街はコモ湖東岸に所在し、県都レッコから北西へ8kmの距離にある。コムーネ面積は 41.77km2で、県内ではレッコに次いで2番目に広い。市街の南方、コモ湖西岸のモレガッロ山 (it:Moregallo) も市域に含まれる。モレガッロ地区にあるモレッジェ(Moregge)の集落は、コモの西北西4km、マンデッロ・デル・ラーリオ市街の南南東6kmにある。

#### 隣接コムーネ
隣接するコムーネは以下の通り。括弧内のCOはコモ県所属を示す。
| - アッバディーア・ラリアーナ - バッラービオ - エージノ・ラーリオ - レッコ - リエルナ - オリヴェート・ラーリオ - パストゥーロ - ヴァルブローナ (CO) - ヴァルマドレーラ |

### 気候分類・地震分類
気候分類では、zona E, 2373 GGに分類される。
また、イタリアの地震リスク階級 (it) では、zona 3 (sismicità bassa) に分類される。

## 行政

### 分離集落
以下の分離集落（フラツィオーネ）がある。
- Mandello (sede comunale), Maggiana, Moregallo, Olcio, Piani Resinelli, Rongio, Somana

### 山岳部共同体
レッコ県とベルガモ県にまたがる広域自治体「ラーリオ・オリエターレ＝ヴァッレ・サン・マルティノ山岳部共同体」  (it:Comunità montana Lario Orientale - Valle San Martino)  （事務所所在地: ガルビアーテ）を構成する自治体のひとつである。

## 施設
- サンタ・マリア・ソプラ・オルチオ教会（Chiesa di Santa Maria sopra Olcio）

## 姉妹都市
- Năsăud、ルーマニア